# Takács József (politikus)
Takács József (Orosháza, 1884. március 17. – Budapest, 1961. február 2.) szociáldemokrata politikus, miniszter.

## Élete
Földmunkás volt. 1903-ban csatlakozott a szociáldemokrata mozgalomhoz, egyik alapítója, titkára, majd elnöke a Földmunkások Országos Szövetségének, az 1905-ben meginduló Világszabadság felelős szerkesztője, 1910–1915 között az Országos Munkásbiztosító Pénztár tisztviselője. A Tanácsköztársaság idején tagja volt a Szövetséges Központi Intéző Bizottságnak, 1919. augusztus 1-től 1919. augusztus 6-ig a Peidl-kormány földművelésügyi minisztere lett.
Az 1919–44 közötti időszakban a Népszava és a Szocializmus munkatársa volt. Széles körű agitációs és újságírói tevékenységet fejtett ki. 1946-tól az egységes munkáspárt megteremtése ellen foglalt állást. 1945-től 1948-ig földművelésügyi államtitkár és országgyűlési képviselő. 1950-ben letartóztatták és elítélték, 1955-ben szabadult. Írásaiban főleg agrárkérdésekkel foglalkozott.

## Főbb művei
- Szenvedő emberek (elbeszélések, Budapest, 1910)
- Mezőgazdasági munkáskérdés (Budapest, 1920)
- A földmunkásmozgalom célja és közelebbi feladata (Budapest, 1922)
- A magyarországi földmunkásmozgalom története (Budapest, 1926)
- Új agrárpolitika a magyar demokráciában (Budapest, 1945)
- Szocializmus és magántulajdon (Budapest, 1947)
- A községvezetés alapkérdései (Budapest, 1948)